# لیندزی تای
لیندزی تای (به انگلیسی: Lindsey) یک روستا و محله مدنی در بریتانیا است که در Babergh واقع شده‌است. لیندزی تای ۲۰۸ نفر جمعیت دارد.